# Концепція моноклімаксу
Концепція моноклімаксу, концепція, згідно з якою в будь-якій природній зоні можливий лише один  клімакс, у напрямку до якого розвиваються, хоча і повільно, всі угруповання.
В одному і тому ж регіоні практично всі  сукцесії розвиваються по досить схожих сценаріях і закінчуються в підсумку одним і тим же клімаксом. Звичайно, в залежності від конкретних особливостей середовища можливі деякі варіації загального сценарію, але вони не принципові. Таким чином, кожен достатньо великий регіон характеризується своєю програмою розвитку  екосистем і своїм особливим клімаксом, який в даному сенсі називається моноклімаксом. Це ще один аргумент на користь біополевого механізму координації життя в  біосфері — кожен регіон планети розвивається відповідно до характерної для нього програми і має свою характерну структуру, покликану забезпечити певну функцію, закріплену за даним регіоном в єдиному організмі біосфери (або планети).
Щоправда, справедливості заради треба сказати, що у автора концепції моноклімаксу, американського еколога  Ф. Клементса, є достатня кількість опонентів. Може бути, це пов'язано з тим, що будь-яка вкрай полярна точка зору завжди виявляється однобічною. Концепція моноклімаксу добре укладається в  холістичний підхід, проте прихильники дослідження детальних механізмів природних явищ наводять безліч прикладів, коли в районах з відомим моноклімаксом формуються зовсім інші клімаксні екосистеми. Наприклад, у південній тайзі поряд з ялиновими лісами можуть формуватися лучні і соснові клімаксні екосистеми. Прихильники моноклімаксу схильні розглядати їх як проміжні стадії, які рано чи пізно обов'язково повинні прийти до моноклімаксу, якщо для цього не буде таких перешкод, як, наприклад, втручання людини. Так лучні екосистеми, схоже, існують тільки за рахунок регулярного скошування молодої деревної порослі. Соснові ліси можуть виникати і без участі людини, особливо на вкрай бідних ґрунтах, типу піщаних і щебнистих ґрунтів, куди більш вимоглива до ґрунтів ялина впровадитися не може. Однак у міру накопичення родючості ґрунтів, ялина, як більш сильний едифікатор, швидше за все, витіснить сосну і створить моноклімаксну екосистему.